# Sébastien Vigier
Sébastien Vigier, född 18 april 1997, är en fransk tävlingscyklist som tävlar i bancykling. 

## Karriär
Vid olympiska sommarspelen 2020 i Tokyo var Vigier en del av Frankrikes lag som tog brons tillsammans med Florian Grengbo och Rayan Helal i lagsprint.
I januari 2024 vid EM i Apeldoorn var Vigier en del av Frankrikes lag tillsammans med Florian Grengbo och Rayan Helal som tog silver i lagsprint.